# 14 Days with Victor
14 Days with Victor es una película cinematográfica española producida por Arcadia Motion Pictures en 2010 y dirigida por Román Parrado.

## Sinopsis
Víctor es un joven que lucha por sobrevivir en Londres. Un encuentro casual le lleva hasta Martin y Anna, dos artistas que comparten estudio y un mismo momento vital. Martin quiere relanzar su carrera y, al mismo tiempo, vive pendiente de su hermano, una ex estrella del boxeo que quiere regresar a los cuadriláteros. Anna está perdiendo a su padre, después de una enfermedad físicamente devastadora. A pesar de su juventud, Víctor conducirá este trío hacia una situación de consecuencias imprevisibles. 

## Reparto
- Víctor - Fernando Tielve
- Madre de Víctor - Nuria Casas
- Anna - Margo Stilley
- Martin - Joe Dixon
- Stephan - Ferran Audí

## Equipo técnico
- Director: Román Parrado
- Guion: Ibon Cormenzana, Alejo Levis, Román Parrado
- Productor ejecutivo: Ibon Cormenzana
- Director de producción: Oriol Marcos
- Director de fotografía: Xavi Camí
- Director de arte: Juanjo Gracia
- Vestuario: Mireia Buyo
- Maquillaje: Eva Ginard
- Director de casting: Luci Lenox Direct
- Sonido: Felipe de Aragón
- Diseño de sonido: Fabiola Ordoyo
- Montaje: David Gallart
- Música: Arnau Batallé
- Producida por Arcadia Motion Pictures y Zeus Fims AIE con la colaboración de ICIC - Generalidad de Cataluña y el ICAA-Ministerio de Cultura de España

## Datos técnicos
- Formato: HD - 1:1,85
- Sonido: Dolby Digital
- Duración: 88'
- Género: Thriller
- Fechas de rodaje: agosto-septiembre de 2009
- Lugares de rodaje: Londres y Barcelona
- Fecha de estreno: noviembre de 2010